# 法令番号
法令番号（ほうれいばんごう）とは、国家、地方自治体等により公布される各種の法令に対し、識別のため個別に付される番号をいう。一定の期間（暦年など）ごとに番号が初期化される（第1号から始まる）もの、ある特定の期日（独立記念日など）からの通し番号となっているもの等々、各政体によりその番号の管理、運用方法は異なる。
なお、「法令番号」を総称と捉え、細分化した「法律番号」、「政令番号」、「省令番号」、「条例番号」などのような表現を用いる場合もある。

## 日本
日本の場合、法令番号について直接的に定義を定めた法律がない（間接的、傍証的なものはある）ため、その定義、使用状況には広義、狭義など複数の形が存在している。

### 国会、内閣及び裁判所により慣例的に運用される法令番号
- 公布時の記載例（原文縦書き。漢数字をそのまま記載）

```
　内閣府設置法をここに公布する。

　　御　名　　御　璽

　　　　平成十一年七月十六日
　　　　　　　　　　　　　　　　　　　　　　内閣総理大臣　小渕　恵三

法律第八十九号
　　　内閣府設置法
目次
（以下略）

```

- 引用時の記載例（本来は縦書き・漢数字使用だが、横書き・算用数字に置換）

```
内閣府設置法（平成11年法律第89号） ・・・・・・法令文中の引用表記（公的機関による一般的表記）
内閣府設置法（平成11年7月16日法律第89号）・・・法令データ提供システム（総務省行政管理局が運用していたウェブサイト）での表記

```

- 法令番号の付与は暦年（1月1日から12月31日まで）を区切りとして初期化される。また、改元が実施された場合もその時点から初期化される。その結果、年号を付さない狭義の法令番号（「法律第1号」など）は複数存在し得ることとなり区別に不便なため、一般には年号（元号）を付した形態を法令番号として用いる。
- 法令番号の付与は国会での可決成立（法律の場合）、閣議決定（政令の場合）、御名の親署、御璽の押捺などでなく、ごく一部の例外（官報印刷・掲載遅延など）を除き公布日を基準として付与される。このため、たとえば12月26日に可決成立した法律であっても、官報での公布が翌年1月5日であれば、法令番号は当該翌年に起算された番号が付される。また軍令は、官報に掲載されても公布の文言は付されず、制定の順に番号が付される。このため、大正8年4月10日に制定された軍令陸第4号から軍令陸第11号は、大正8年4月14日に官報に掲載されたが、大正8年4月11日に制定された軍令陸第12号から軍令陸第18号は、大正8年4月12日に官報に掲載されたため、官報の順と法令番号が逆転している。
- 公布時の官報には「元号表記による日付（改行） 内閣総理大臣 氏名（改行） 法律第○○号」のように記載される。したがって、最も狭義では、制定年を付さない種別と番号の「法律第○○号」だけが固有の法令番号であると考えることもできる。
- ある法令で他の法令を引用する場合は「○○法（平成○○年法律第○○号）」のように、元号年と種別と番号を列記して記載する。この場合の法令番号（引用時の法令番号）については公布の月日は含まれない。法令文中で統一的に用いられる形式であるため、国会、行政機関及び司法機関の一般認識及び運用上、単に「法令番号」と言ったときは、この元号年使用・月日除外の方式を指す。ただし告示レベルでは、財務省は「輸出統計品目表及び輸入統計品目表を定める等の件（昭和五十年十一月大蔵省告示第百十七号）」[1]のように月を入れて記載する。
- 日本国憲法施行後の官報においては「法令番号」という単語の使用例は1例だけ確認される（旧字体の「法令番號」の使用例はなし）。「国の行政機関において使用する公印の形式、寸法に関する規則」（昭和39年内閣訓令第1号）の別表において見出し項目の一つとして「法令番号」の用語が使用され、その実例として「昭和三十九年大蔵省令第二十二号」と、公的機関の一般例に沿った方式による記載（縦書き漢数字）がある。また、細分化した「法律番号」、「政令番号」の使用例もある。
- ただし、デジタル庁が提供するウェブサイト「e-Gov法令検索」においては、「平成○○年○○月○○日法律第○○号」のように月日を含めた状態で法令番号を表示している。この場合、日本国憲法施行前の法令でその正本に記された署名日と官報での公布日が異なるものは、後者によって表記される。
- 法律以外の種別の記載例:「政令第○○号」「内閣府令第○○号」「総務省令第○○号」「公正取引委員会規則第○○号」「海上保安庁令第○○号」「総務省訓令第○○号」「総務省告示第○○号」
- 番号を附さない例外的事例は、まず勅令では、明治19年の参謀本部条例には番号が附されていない。また公文式（明治19年）の制定後、条約の公布は勅令でされていたがこれも無番号であった。なお公式令（明治40年）以後は、条約第○号とするようになった。
- 農村負債整理組合法施行規則は、昭和8年7月31日農林省、大蔵省、内務省令として制定されたが、番号が附されていない。同日に同じく、農林省、大蔵省、内務省令として制定された負債整理事業資金特別融通及損失補償ニ關スル規程も同様である。農村負債整理組合法施行規則は、現行法令である[※ 2]。
- 地方競馬規則は、昭和2年8月27日農林省、内務省令として制定されたが、番号が附されていない。この省令は、昭和14年12月27日農林省、内務省令第1号で廃止されたが、廃止の省令には番号が付されていた。
- 関東大震災の際に、制定された法令については勅令は通常の番号を附しているが、 非常徴發令ニ關スル物件等（内務省令号外）、暴利取締ノ件ニ關スル生活必需品ノ指定（農商務省臨第1号）、 各學校長ノ授業日數其他ノ制限ニ拘ラス必要ナル措置ヲ爲スコトヲ得ルノ件（文部省臨第1号）、 在外指定學校ノ指定ニ關スル規程（「外務省・文部省令）（番号なし）など変則的な番号が発生している。
- 文部省と陸軍省との共同省令である、大正9年4月10日に公布された大正七年勅令第三百五十七號第一條ノ規定ニ依ル認定ニ關スル件、大正14年4月13日に公布された陸軍現役将校学校配属令施行規程、昭和3年4月24日に公布された兵役法施行令ノ規定ニ依ル認定ニ關スル件は、いずれも番号が付されていない。なお、兵役法施行令ノ規定ニ依ル認定ニ關スル件は、大正七年勅令第三百五十七號第一條ノ規定ニ依ル認定ニ關スル件を廃止しているが、この時の規定は「大正九年四月陸軍文部省令ハ之ヲ廃止ス」であった。
- 上記の法令番号の体系の例外であるのが人事院規則である。人事院規則は、人事院規則一―一（規則の分類）により、内容別に一―〇の系列　総則　から　二六―〇の系列　配偶者同行休業　に区分され、それぞれ制定ごとに「人事院規則一七―〇（管理職員等の範囲） 」というように規則の番号と題名が一体になったものとなっている。なお最初は「〇」であって「一」ではない。また改正する人事院規則については、法令番号はなかった。これは昭和60年から変更され、人事院規則９―２（俸給表の適用範囲）を改正する場合は、人事院規則９―２―１のように改正ごとに元の人事院規則の番号の次に、―一のように連番を附すようになった。また複数の人事院規則を改正する場合は「人事院規則１―２８〔金融庁の設置に伴う関係人事院規則の整備に関する人事院規則）」のような制定もされるようになった。ただし廃止の場合は「○○を廃止する人事院規則」ではなく人事院規則一―四（現行の法律、命令及び規則の廃止） を改正して「１０８　規則一〇―三は、廃止する。（平成二十八年五月三十日施行）」を追加することにより行っている。また人事指令についても「指令の分類 （昭和２６年１月５日人事院指令一―一） 」により人事院規則に準じた体系をとり「これにその属する系列の番号の次に「―」（ダツシユ）をつけその次に一から始まる一連番号をつけたものをその番号として与えるものとする。この一連番号は、暦年により更新するものとする。 」となっており系列番号のあとの一連番号は、歴年更新となっている。
  - 訓令については大臣名で発するもののほか、事務次官等が発するものがあるため、前者を俗に大臣訓令と呼び区別するが、法令番号としての呼称は○○大臣訓令でなく○○省訓令となる。

### 国家機関、地方自治体以外（民間）での表記
```
内閣府設置法（1999年法律第89号） ・・・・・・西暦換算（月日なし）表記
内閣府設置法（1999年7月16日法律第89号）・・・西暦換算（月日あり）表記
内閣府設置法（1999年（平成11年）7月16日法律第89号）・・・西暦と元号を併記する表記（月日あり）

```

- 公的機関の例にならい、元号年（月日なし）、種別、番号により引用、記載する例もある。
- 元号を用いず西暦に換算記載する、月日を挿入する、など可読性、情報性を考慮した（あるいは思想的背景による）と思われる記載方法もある。
- 元号のみの記載も好ましくないとする観点から、「2007年（平成19年）」のように、西暦と元号を併記する記載方法もある。

### 表記方法ごとの特徴
上記のように複数の表記方法が混在するが、それぞれに長所と短所がある。
- 大日本帝国憲法時代から2007年（平成19年）現在まで、法令番号や公文書に用いる年号は国会・内閣・司法とも一貫して元号のみを使用し、西暦をほとんど使用しない慣例が続いている。また、改元の際には番号が初期化される（例:1989年には昭和64年政令第1号（元号を改める政令）と平成元年政令第1号（宮内庁組織令の一部を改正する政令）がそれぞれ別に存在する）ため、元号での表記が正確性の点では優勢にあるが、一方で元号が通用しない日本国外の事情を考えた場合の国際的な可読性の低下、元号の使用に否定的な姿勢を示す人々への強制性などの難点や批判があるといえる。
- 西暦に換算して表記することについては、国際的可読性の向上のほか、元号（及びその根源とも言える天皇制）について反対の姿勢をとる人・団体にとって、元号の使用を回避することができる利点がある。ただし、法令の原本や官報にある公的記載（元号）を西暦に変えて表記することの正確性・妥当性はどうなのか、あるいは、前述の改元前後の同一法令番号に月日を付さない場合、「1989年政令第1号」のようにが2つ存在してしまう（たまたま題名が異なったが、同一の題名の場合どちらを指すか不明確となる）というような難点もある。
- 法令番号は暦年による管理のため、「昭和22年法律第5号」のように「その年初から何番目か」が直接的に認識しやすい（月日なしの）表記が、正確性の面では優勢にある。「昭和22年1月16日法律第5号」のように月日を挿入した場合は、理論上は昭和22年の5番目の法律という解釈以外にも「昭和22年1月16日0時から24時までに公布された法律の中の5番目」という誤った認識を招く可能性がないとはいえず、正確性の面でやや劣る。
- 一方、法令番号に公布日（＝官報等への掲載日）を挿入することで、官報等に掲載された法令の原文を検索・参照することが容易となり、実務者にとって有益である。他にも、当該法令が何内閣のときに公布されたかなど時代背景の理解等の利便性に資する面がある。

### 表記に関する備考
- 法令番号（元号年・番号とも）に使用される数字については、縦書きが主流となっている官報では原則として漢数字（例:1,000は「一〇〇〇・壱阡」ではなく「千」、18は「一八・拾捌」ではなく「十八」、21は「二一・弐拾壱」でなく「二十一」）が用いられ、大字（廿、拾、壱など）は用いられない。
- 法令文中に用いられる漢数字が、いかなる場合でも算用数字（アラビア数字）への置換が推奨されない「固有名称」的なものか、横書きに変換する場合が算用数字にしてもかまわない「数値的」なものか、については、縦書き主流の官報においても横書き・算用数字での表記が原則的な各省の大臣訓令においてどのように引用表記されるか、が一つの判断の目安となる。
- 各種の大臣訓令においては、法令の「第○○条」などの漢数字部分と同様、法令番号の漢数字部分についても算用数字で表記がなされている。このことから、同じく法令の識別のために付与される固有名称的な「題名」とは異なり、法令番号は（公的機関においては）「数値」的なものとして扱われていると考えられる。

### 国会で議案に付される番号
国会では、次の区分名により議案番号が付される。国会同意人事、決算には議案番号が付されない慣例である。
| 議院   | 法律案          | 法律案          | 法律案    | 予算 | 条約の承認を 求めるの件 | 国会の議決を 求めるの件 | （条約以外の）承認を 求めるの件 | 各院の 決議案 |
| 議院   | 衆議院議員 提出 | 参議院議員 提出 | 内閣 提出 | 予算 | 条約の承認を 求めるの件 | 国会の議決を 求めるの件 | （条約以外の）承認を 求めるの件 | 各院の 決議案 |
| ------ | --------------- | --------------- | --------- | ---- | ----------------------- | ----------------------- | ------------------------------- | ------------- |
| 衆議院 | 衆法            | 参法            | 閣法      |      | 条約                    | 議決                    |                                 | 決議          |
| 参議院 | 衆              | 参              | 閣法      | 閣予 | 閣条                    | 閣議                    | 閣承認                          | 決議          |

- これらの議案番号の区分は「第1回国会衆法第1号」のように国会回次を前に冠し、個別の番号を後に付して用いられる（縦書き環境では漢数字であるが、行政での方式（例:百七十五）と異なり、簡素な方式（例:一七五）が用いられる）。ただし、当該国会会期内においては回次を省略して「衆法第1号」のようにも用いる。
- 衆参で異なる区分名称は、どちらの院が先議・後議であるかにかかわらず、当該院ではその名称を用いるため、同一議案に複数の番号が存在することになる（例: 衆議院で衆法第1号と呼ばれた議員提出法律案が可決し、参議院に送付（予備審査のための送付を含む）されれば参議院では衆第1号と呼ばれる）。ただし、変わるのは区分呼称の部分のみで、数字は共通のものとなる（各院の決議案を除く）。
- 暫定予算・補正予算については、同一会計年度内に複数回提出される場合があるため、衆議院への提出前に内閣があらかじめ付している番号がある（一般会計は「（第○号）」、特別会計は「（特第○号）」、政府関係機関は「（機第○号）」で、○に入る数字は表示環境が縦書き・横書きにかかわらず漢数字でなく算用数字となる）。本予算（総予算）は複数回の提出がないためこの適用はない。したがって、参議院においては、本予算は「平成十九年度一般会計予算（閣予第一号）」と参院の番号のみが付され、暫定・補正予算については「平成十九年度一般会計暫定予算（第1号）（閣予第一号）」のように内閣と参院の番号が並ぶことになる。
- 国会の議決を求めるの件については、参議院において1度（1件）だけ「閣議決」の区分呼称を用いた例がある（1950年7月29日の委員会付託報告。8月2日付け官報本紙第7067号国会事項欄。事後の正誤訂正なし）。
- 各院の決議案には、政治声明的な決議案、各大臣の不信任決議案・信任決議案・問責決議案のような任意の決議案のほか、憲法で規定されている衆院の内閣不信任決議案、内閣信任決議案も含まれる。また、国会の議決を求めるの件と異なり、各院の決議案は当該院で完結する（他院に送付しない）ものであるため、仮に同じ内容の決議案が両院に提出されても、それぞれ個別の番号が付される。
- 承諾を求めるの件については、参議院において2度（1件）だけ「閣承諾」の区分名称を用いた例がある（1951年2月16日・3月7日の委員会（予備）付託報告。2月19日付け官報本紙第7231号・3月12日付け官報本紙第7249号国会事項欄）
- 決算については、参議院において1度（2件）だけ「閣決」の区分名称を用いた例がある（1950年2月21日の委員会付託報告。同月24日付け官報本紙第6935号国会事項欄）。

### 法令以外の公的文書に付される番号
- 国の行政機関にあっては、上述のとおり、法律、条約、政令、府令（内閣府令、総理府令）、省令、規則、庁令、訓令（いわゆる大臣訓令レベル）、告示及びこれらと同等以上の法規については「平成11年法律第89号」のような方式が用いられているが、一方で、さらに下位の大臣レベル未満の訓令、通達（事務次官・局長レベル）等については「平成○○年○○月○○日付け○○省○○局長通達○○第○○号」のように文書番号と呼ばれるものが付され、多くが歴年又は会計年度を単位として初期化されている。会計年度更新はもちろん、歴年更新でも月日を挿入した表記がされるのが通常である。文書番号には文書分類上の記号（多くは所管所属の名称の頭文字）が付されている。
- もっとも例外的な番号のとり方も多く存在する。例えば厚生労働省の「平成29年国民生活基礎調査の実施について(通知)」(各都道府県知事あて厚生労働省政策統括官(統計・情報政策担当)通知（平成29年1月31日）の文書番号は、「政統発0131第1号」であり、一見して明らかなように1月31日の文書1号であり、年単位の番号ではない。また経済産業省の貿易管理関連の「輸入貨物（非自由化品目に限る。）の運送事故等により再輸入する貨物の輸入割当て」は、平成12年3月31日付けであるが、文書番号は平成12.03.27貿第1号輸入発表第34号となっている。最初の平成12.03.27貿第1号は、平成12年3月27日に起案登録した貿易局の文書の1号を意味し、輸入発表第34号は、輸入割当など輸入管理に関する文書の年度単位での34号を意味する。
- また、府省とは別格とされる内閣官房の組織は、法律（内閣法） - 政令（内閣官房組織令） - 内閣総理大臣決定（組織規則）という変則的な形で定められるが、この「内閣総理大臣決定」には官報への公表時に正式に付される法令番号がない（部内的には管理番号のようなものがある可能性はある。）。このため、通常であれば「○○省組織規則（平成○○年○○省令第○○号）」のように月日なしとなるところ、後者は無番号の不便性を補うため「内閣○○室組織規則（平成○○年○○月○○日内閣総理大臣決定）」という月日を挿入した表記により官報の「官庁事項」（省令よりも低い扱い）の欄に掲載される。
- このような訓令・通達はいずれも上位官庁から下部官庁指示であるが、法令解釈の基準となる通達はHP等で公表されることも多く、法令の月日省略引用の原則にとらわれることなく、通達を執行する職員のみならず一般の便宜を図り、業務の円滑化・参照時の利便向上等の観点から月日を挿入する表記が原則となっている。訓令・通達は官庁内部向けの実務文書であって、その他の国民一般に対する拘束力を持たない。このため、公的に公開されている告示以上の法令の法令番号の表記に月日を挿入するのが妥当か否かを論ずる際に、この内部文書での便宜的な月日表示の事実は、直接的には影響しない。[要出典]

### 明治5年1月8日太政官達以前の法令
法令番号は明治5年1月8日太政官達により法令本文に記された番号を元としているが、それ以前の法令には番号が付されていないため、それら法令は時代によって引用方法が異なってくる。公文式施行後の例を参照すると、戸籍法（明治31年法律第12号）第222条では、明治4年4月4日太政官布告、明治4年の法令全書の整理番号『太政官第170』である戸籍法（法令全書目録名『戸籍法ヲ定ム』）を「明治四年四月四日戸籍法」と引用しており、法令番号のない法令に対しては年月日と本文中にある名称を元として引用をおこなっている。日本国憲法施行後の法令では、以下3つの引用が存在している。
1. 大蔵省関係法令の整理に関する法律（昭和29年法律第121号）第1条第1号の「新紙幣を発行する件（明治四年太政官布告第六百七十八号）」（明治4年12月27日太政官布告、明治4年の法令全書の整理番号『太政官第678』、法令全書目録名『新紙幣ヲ発行ス』）
2. 文部省関係法令の整理に関する法律（昭和29年法律第135号）本則第1号の「古器旧物保存方（明治四年太政官布告第二百五十一号）」（明治4年5月23日太政官布告、明治4年の法令全書の整理番号『太政官第251』、法令全書目録名『古器旧物ヲ保全セシム』）
3. 国旗及び国歌に関する法律（平成11年法律第127号）附則第2項の「商船規則（明治三年太政官布告第五十七号）」（明治3年正月27日太政官布告、明治3年の法令全書の整理番号『太政官第57』、法令全書目録名『商船規則』）

これら法令による引用は一貫して、法令全書に付された整理番号を法令番号として使用している。法令全書に付された整理番号とは、法令全書第1巻編纂例2ページにその詳細が明記されている通り、法令全書の編纂者により付された仮の符号である。法令全書に付された整理番号は本来法令番号とは異なるものであるが、少なくとも昭和29年以降政府はこれを法令番号として使用している。

## アメリカ合衆国
アメリカ合衆国議会において作成されたプライベート・ロー及びパブリック・ローの場合、法律としての成立要件を満たした後、スリップ・ロー (slip law) に掲載される際にそれぞれ成立順に法律番号を付与される。形式としては、『法律の種類 議会の会次-狭義の番号』となり、パブリック・ローはPub.Law、Pub.L又はPLと、プライベート・ローはPriv.Law又はPriv.Lと略されて使用される場合もある。1900年以前の法律は番号が付与されていないため、章番号（1956年までは法律番号とともに引用されるケースがある）+成立年月日を用いて引用されている。
ただし、日本の法令番号の場合、単に「明治29年法律第89号」（民法）といえば、制定当初の民法ではなく、その後の改正を織り込んだ現行民法を指すのが通常であるのに対し、アメリカの法令番号の場合、単に「Pub. L. No. 89-110」（1965年投票権法)といえば、現行の投票権法ではなく、制定当初の投票権法を指すとするのが一般的であることに注意が必要である。現行法に言及したいのであれば、可能な限り、『合衆国法典』（United States Code）の題番号（title number）、節番号(section number)によって、例えば「42 U.S.C. § 1973 et seq.」などとして引用するのが確実である。
```
Public Law 110–1
110th Congress
                                    An Act
To redesignate the White Rocks National Recreation Area in the State of Vermont
as the "Robert T. Stafford White Rocks National Recreation Area".

Be it enacted by the Senate and House of Representatives of
the United States of America in Congress assembled,
（以下略）

```

- 1行目が法律番号。
- 2行目は議会の会次
- 3から5行目は法律の題名。
- 6,7行目は制定文。

## 大韓民国
大韓民国の法令番号は日本と異なり、年ごとではなく建国以来通しで付番されている。2020年現在新規に制定される法律には17000代の番号が振られている。